# Rzepianka
Rzepianka (nazywana również Rzepiennikiem) – potok długości ok. 13,5 km na Pogórzu Ciężkowickim, prawobrzeżny dopływ Białej. Odwadnia teren gmin Rzepiennik i Gromnik.
Wody potoku znajdują się w II klasie czystości wód, a według typologii rybackiej Rzepianka należy do wód krainy pstrąga, dominującym gatunkiem ryb jest pstrąg potokowy i kleń.
Rzepianka bierze swój początek w Rzepienniku Suchym na wysokości 380 m n.p.m., następnie przepływa przez Rzepiennik Biskupi, Rzepiennik Strzyżewski, Rzepiennik Marciszewski i Golankę, gdzie uchodzi do Białej Dunajcowej na wysokości 230 m n.p.m. Największe dopływy to Kamykówka i Turza.
Potok w okresie silnych wezbrań stanowi duże zagrożenie powodziowe, największe tego typu wydarzenie miało miejsce w roku 2001. Na lata 2011–2013 planowana jest budowa dwóch zbiorników retencyjnych mających pełnić funkcje przeciwpowodziową i rekreacyjną. Zbiornik Rzepiennik o planowanej powierzchni zalewu 12,7 ha, pojemności 234 500 m³, zaporze długości 160 m i wysokości 7,2 m oraz zbiornik Kamykówka o pojemności 102 400 m³, zaporze długości 170 m i wysokości 4,4 m.

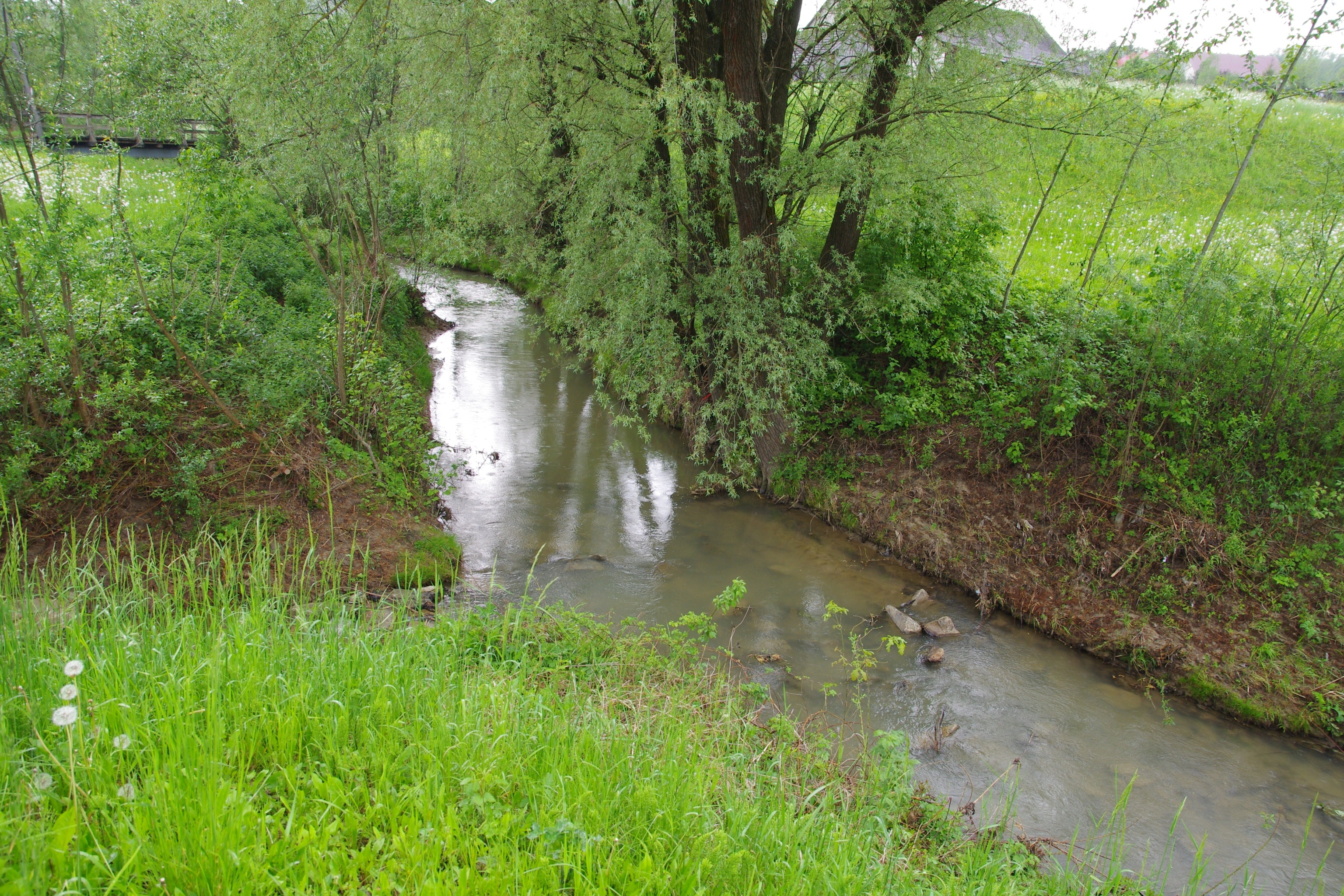
Rzepianka w Rzepienniku Strzyżewskim
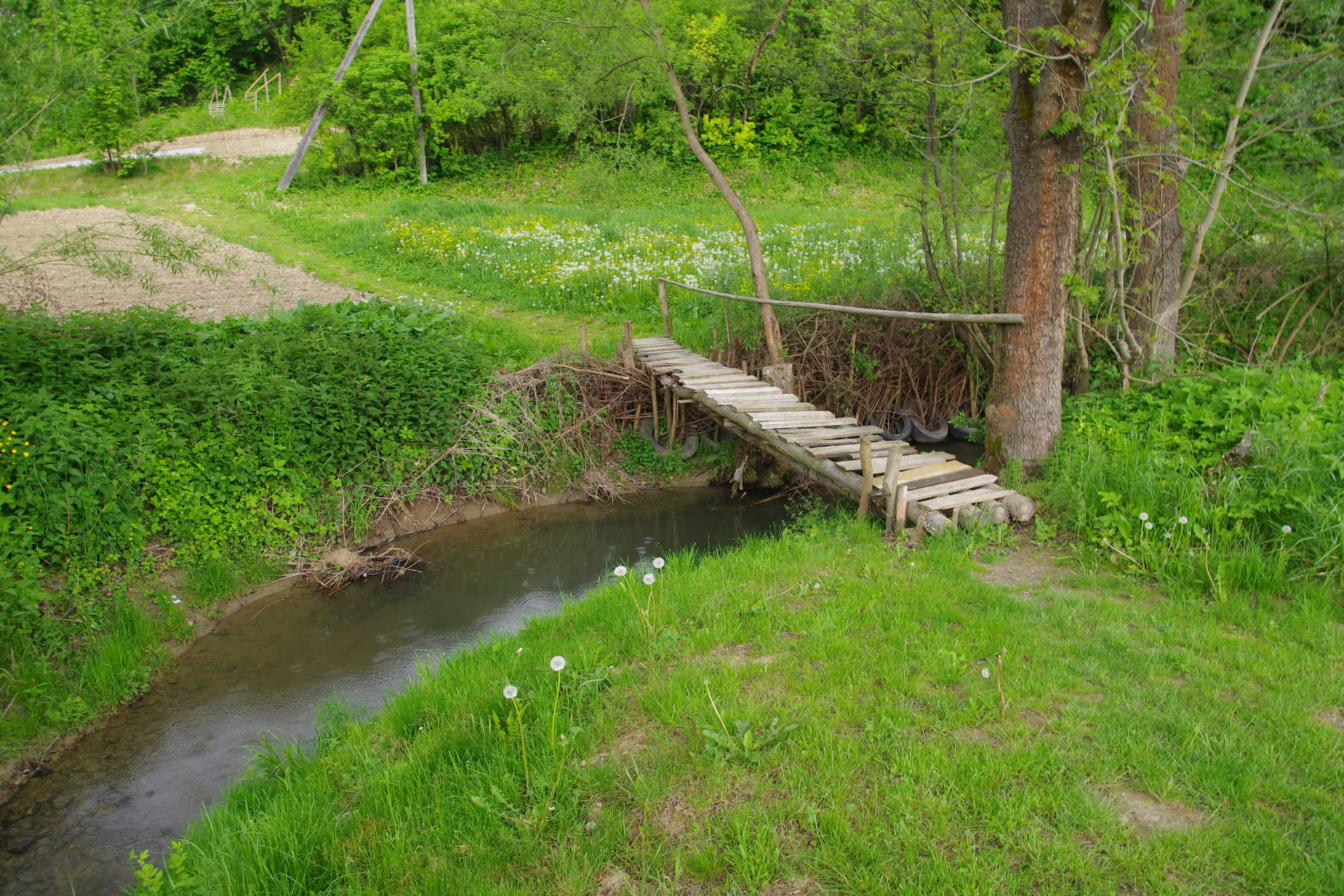
Kładka na Rzepiance w Rzepienniku Biskupim